# Карелі Лев Георгійович
Лев Георгійович Карелі (1913, Тифліс (нині Тбілісі) — 1991, Київ) — радянський інженер, фахівець у галузі мостобудування.

## Біографія
Трудову діяльність розпочав у 1928 році. З 1936 по 1941 навчався в Тбіліському інституті залізничного транспорту ім. Леніна (нині Грузинський технічний університет). Під час німецько-радянської війни добровольцем пішов на фронт. Після демобілізації працював у Головмостобуді міста Москви, де сформував Мостопоїзд. Під його керівництовом було відновлено низку залізничних мостів у Криму, від Джанкоя до Севастополя і Керчі. За завданням Уряду СРСР брав участь в освоєнні цілинних і перелогових земель Північного Казахстану. У 1957 році Лев Карелі ненадовго повертається до Тбілісі, щоб захистити диплом, чому за 16 років до того завадила війна. Темою його дипломного проекту було створення моста з опорами на палях-оболонках великого діаметру за допомогою віброзанурювачів, що він здійснив пізніше при спорудженні моста через Південний Буг у Миколаєві.
У 1950 Мостопоїзд N 444, який очолював Лев Карелі, був передислокований в місто Миколаїв, де під його керівництвом були побудовані унікальні мости:
- стратегічний Трихатський залізничний міст через річку Південний Буг (будівництво розпочато у 1950, зданий в експлуатацію у 1954);[2]
- Варварівський міст — розвідний автомобільний міст через річку Південний Буг в Миколаєві (будівництво розпочато у 1957, зданий в експлуатацію у 1964). Станом на 1964 рік це був найбільший автодорожній міст в СРСР;
- Інгульський міст — розвідний автомобільний міст через річку Інгул в Миколаєві (будівництво розпочато у 1974, зданий в експлуатацію у 1980). До 1996 року Інгульський міст був мостом з найбільшою розвідною частиною в Європі, зараз він поступається менше 6 метрів мосту в Роттердамі.[3]

Загалом Лев Карелі побудував близько 40 мостів різноманітного класу. При будівницітві Варварівського мосту, за який Карелі отримав Ленінську премію, було втілено в практику чимало кардинально нових технологій, за якими пізніше побудували найбільший на той час у Європі міст через Волгу в Саратові (Саратовський міст) і міст Метро в Києві. За його безпосередньої участі мостобудівники відмовилися від смертельно небезпечного методу будівництва мостових опор — за допомогою кесонних камер і перейшли до досконалішого і безпечного для людей — камуфлетного (за допомогою направленого вибуху) методу. Будівництво Варваровського мосту через річку Південний Буг було включено до списку об'єктів показового будівництва Мінтрансбуду СРСР.

## Нагороди та визнання
- Ленінська премія (1962) — за участь в розробці і впровадженні передових методів спорудження фундаментів глибокого заповнення
- Заслужений будівельник Української РСР
- Орден Трудового Червоного Прапора та медалі СРСР
- Почесний громадянин Миколаєва[6]

У 2016 році на честь Лева Карелі була перейменована колишня вулиця Воровського у Миколаєві.